# Georg Haberland (Unternehmer)

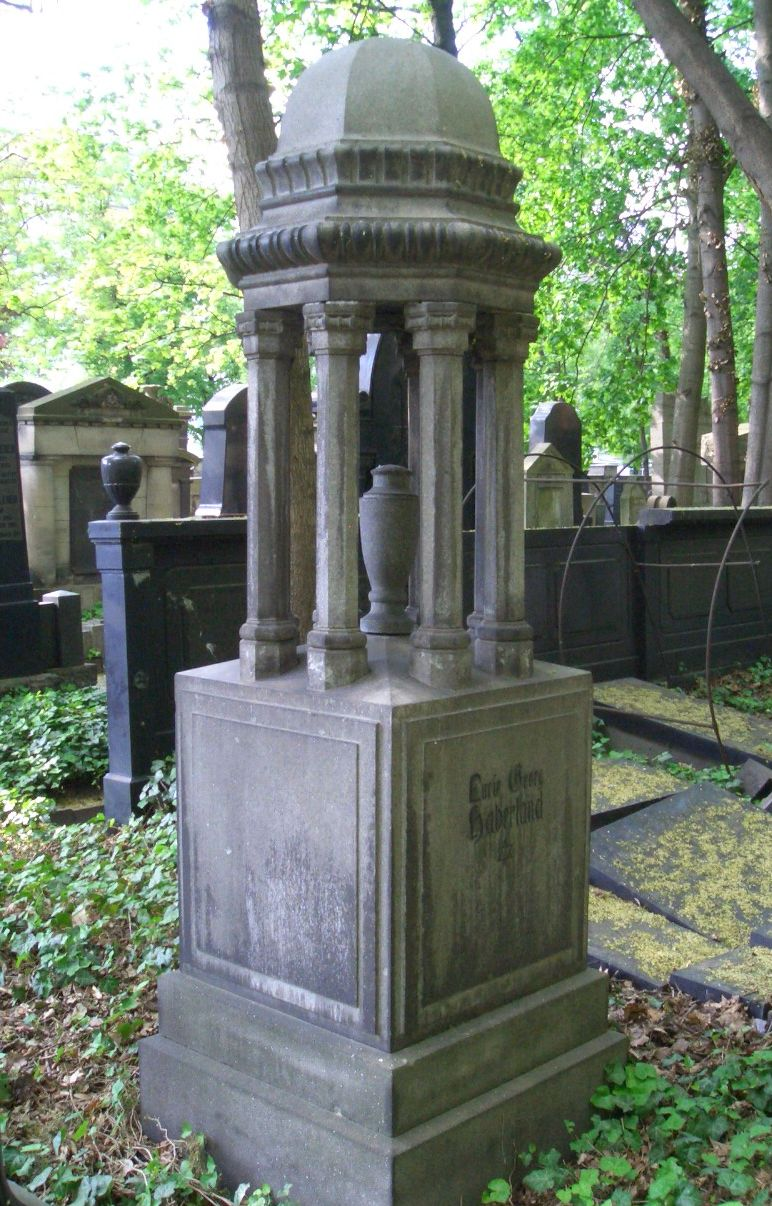
Kleiner Monopteros auf dem Grab für Lucie und Georg Haberland, Jüdischer Friedhof Schönhauser Allee

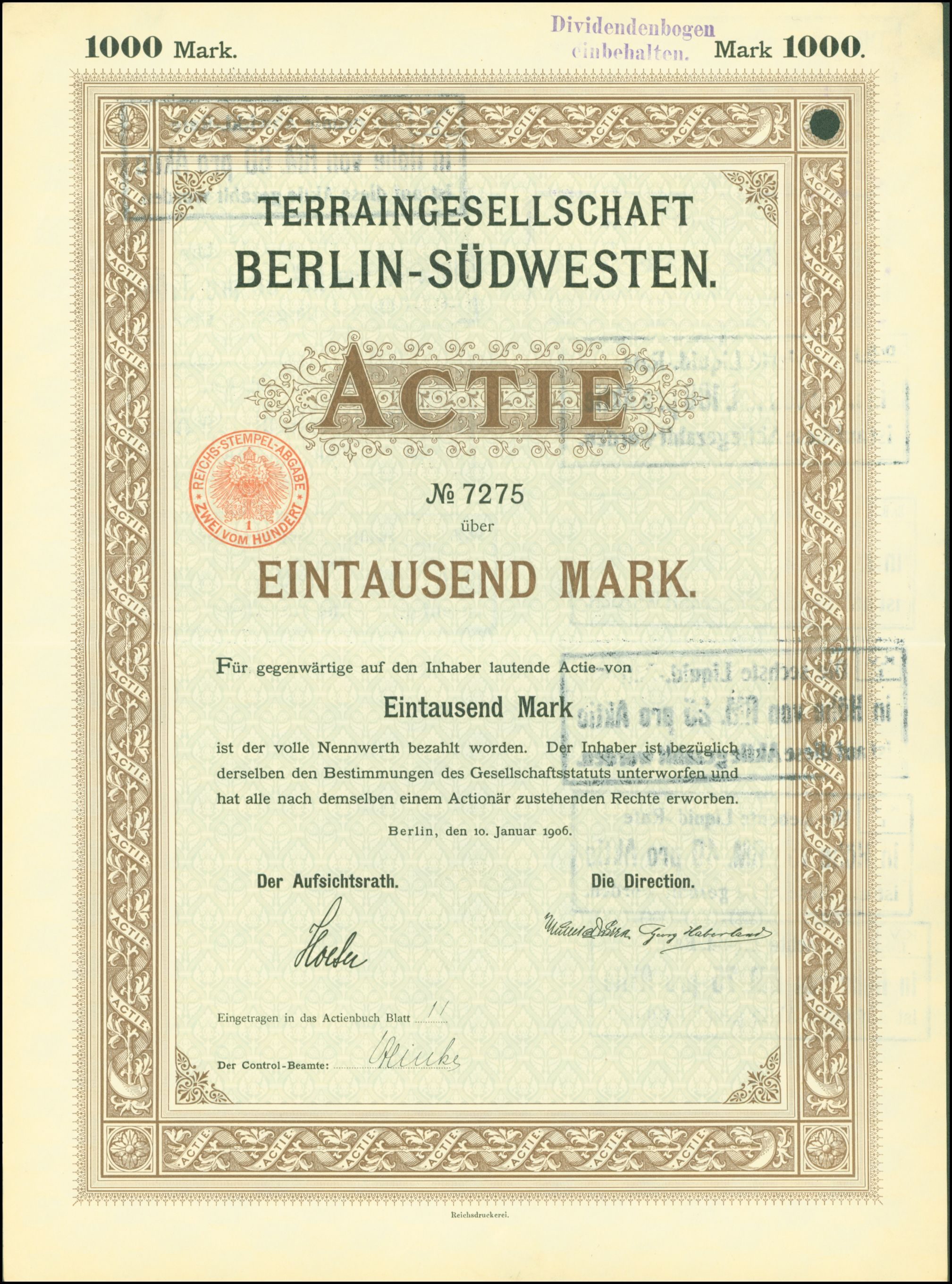
Aktie über 1000 Mark der Terraingesellschaft Berlin-Südwest vom 10. Januar 1906; signiert von Georg Haberland als Direktor

Georg Haberland (auch: George Haberland; * 14. August 1861 in Wittstock/Dosse; † 17. November 1933 in Florenz) war ein deutscher Kaufmann und Immobilienunternehmer.

## Leben
Nach einer kaufmännischen Lehre und dem Besuch der Webschule Meerane war Haberland zunächst acht Jahre lang als Vertreter eines britischen Textilunternehmens in ganz Europa tätig.
Georg Haberland war später geschäftsführender Vorstand in der unter Beteiligung seines Vaters Salomon Haberland 1890 gegründeten Berlinischen Boden-Gesellschaft. Das Unternehmen erwarb Grund und Boden, den es erschloss, parzellierte und an Bauherren verkaufte. Eigene Bauprojekte betrieb es erst nach dem Ersten Weltkrieg durch eine neugegründete Tochtergesellschaft, die Berlinische Bau-Gesellschaft, die als Generalunternehmer tätig wurde. Das Engagement in Wilmersdorf, das damals auch ‚Deutsch-Wilmersdorf‘ genannt wurde, führte zur Vereinigung mit der Terrain-Gesellschaft Berlin-Südwest, die dort bereits tätig war. Georg Haberland trat in den Vorstand der Terraingesellschaft Berlin-Südwest ein, die den Ausbau des Rheingauviertels um den Rüdesheimer Platz und die Anlage der U-Bahn nach Dahlem betrieb, die heutige Linie U3. Weitere wichtige Projekte waren die Entwicklung des Bayerischen Viertels, und des Historiker-Viertels zwischen Kurfürstendamm und Stadtbahn um die Sybelstraße.
Durch seine wirtschaftliche Macht konnte Haberland auch politischen Einfluss erreichen. Über den „Bezirksverein der Berliner Ortsteile“ konnte Haberland in Zusammenarbeit mit dem Haus- und Grundbesitzerverein Schönebergs einen eigenen Kandidaten für die Gemeindevertreterwahlen 1907 aufstellen. Haberland persönlich wurde als Angehöriger der ersten Steuerklasse bis 1910 Mitglied der Berliner Stadtverordnetenversammlung. Auch in Wilmersdorf, einem Schwerpunkt der Erschließungstätigkeit der Gesellschaft, gehörte Haberland zeitweise zur Gemeindevertretung. Als ein Vertreter des Kreises Teltow war er nach Bildung des Zweckverbandes von Groß-Berlin in der Verbandsversammlung tätig. Er hatte wiederholt vom Kreis, sowohl vom Landrat Ernst von Stubenrauch als auch von dessen Nachfolger Adolf von Achenbach Unterstützung erhalten.
Haberland verfasste zahlreiche Schriften zu Themen wie der Bedeutung des Privatkapitals bei der Entwicklung des Städtebaus, der Bau-, Miets- und Hypothekengesetzgebung und der Tarifgestaltung des öffentlichen Nahverkehrs. Seit 1901 war Georg Haberland Mitglied der Gesellschaft der Freunde.
Im Terrain-Entwicklungsgebiet Bayerisches Viertel wurde 1906 die Haberlandstraße nach ihm benannt, in der 1917–1933 auch Albert Einstein wohnte. Die Nationalsozialisten änderten den Straßennamen 1938 in Nördlinger sowie Treuchtlinger Straße. Letzterer Name besteht bis heute, ein Teilstück erhielt 1996 den Namen Haberlandstraße zurück. 1965 wurde in Berlin-Staaken der Haberlandweg nach ihm benannt, da er auch dort Wohnanlagen erschlossen hatte.

## Privates
Haberland war ab 1896 mit Lucie Gutmann (1873–1919) verheiratet. 1927 schloss er eine zweite Ehe mit Erna Luttig. Aus der ersten Ehe gingen die Söhne Curt Georg (1896–1942) und Werner Georg (1899–1970) hervor. Curt Georg wurde Opfer des Holocaustes und starb in einem Außenlager von Mauthausen.

## Schriften
- Die Wertzuwachssteuer. Kritische Betrachtungen. Unger, Berlin 1910.
- Wie kommen wir aus der Wohnungsnot heraus? Ein dringender Appell an die Reichs- und Staatsregierung. Unger, Berlin 1919.
- Aus meinem Leben. Zur Vollendung des 70. Lebensjahres, vierzehnter August 1931. Selbstverlag, o. O. o. J. (Für meine Freunde und Bekannten; Buchausstattung von Georg Salter[7]).